# ISO 3166-2:WF
ISO 3166-2:WFはISOの3166-2規格のうち、WFで始まるものである。フランス領ウォリス・フツナの行政区分コードを意味する。ウォリス・フツナはフランスの海外領土でありISO 3166-1(ISO 3166-1 alpha-2)で、WFを国コードとして割り振られている。ISO 3166-2:WFに対応する行政区分コードの割り当てはない。
ただし、ウォリス・フツナにはフランスの地方行政区画としてISO 3166-2:FRでFR-WFが割り当てられている。